# Lieberoser Heide
Koordinaten: 51° 56′ 7″ N, 14° 19′ 40″ O

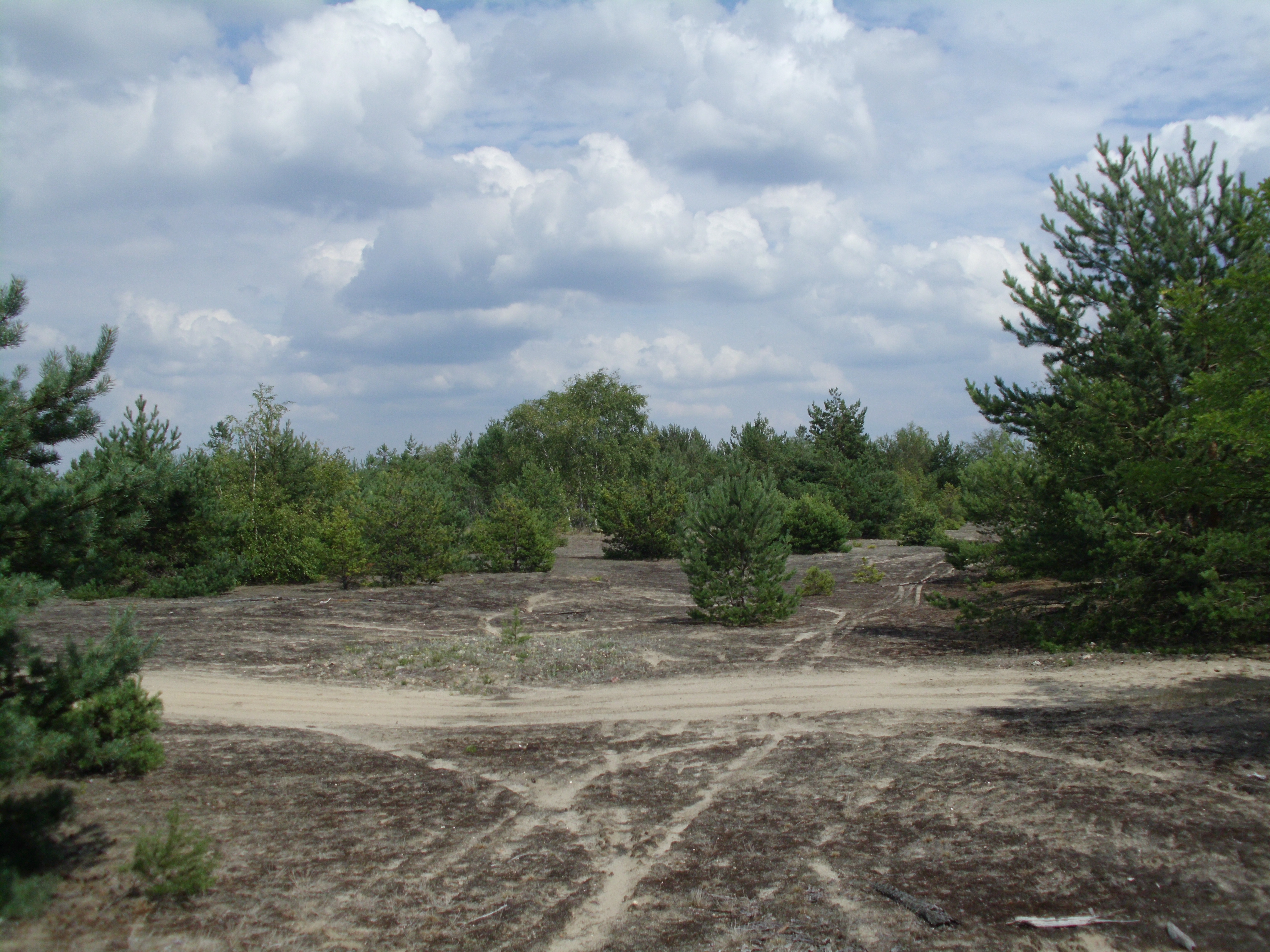
Lieberoser Heide, 2011

Die Lieberoser Heide ist ein Gebiet in der brandenburgischen Niederlausitz, etwa 90 km südöstlich von Berlin und 20 Kilometer nördlich von Cottbus gelegen und überwiegend deckungsgleich mit dem ehemaligen Truppenübungsplatz Lieberose. Südlich von Lieberose und nördlich von Peitz verortet, wird die Lieberoser Heide von der Bundesstraße 168 in Nord-Süd-Richtung zwischen beiden Städten sowie von Pinnow über Lieberose bis nach Lamsfeld von der Bundesstraße 320 in Ost-West-Richtung durchquert. Im Westen grenzt die Lieberoser Heide an das Biosphärenreservat Spreewald.

## Lage
In einer eiszeitlich geprägten Moränenlandschaft, bewachsen von Kiefernwäldern und ausgedehnten Sandheiden, sowie nährstoffarmen Heidemooren und -seen, befindet sich der im Osten der Lieberoser Hochfläche gelegene ehemalige Truppenübungsplatz Lieberose. Er hatte eine Größe von 25.500 Hektar, von West nach Ost 28 km lang, von Nord nach Süd 12 km breit. Davon gehören der Stiftung Naturlandschaften Brandenburg 3.150 Hektar.

## Geschichte

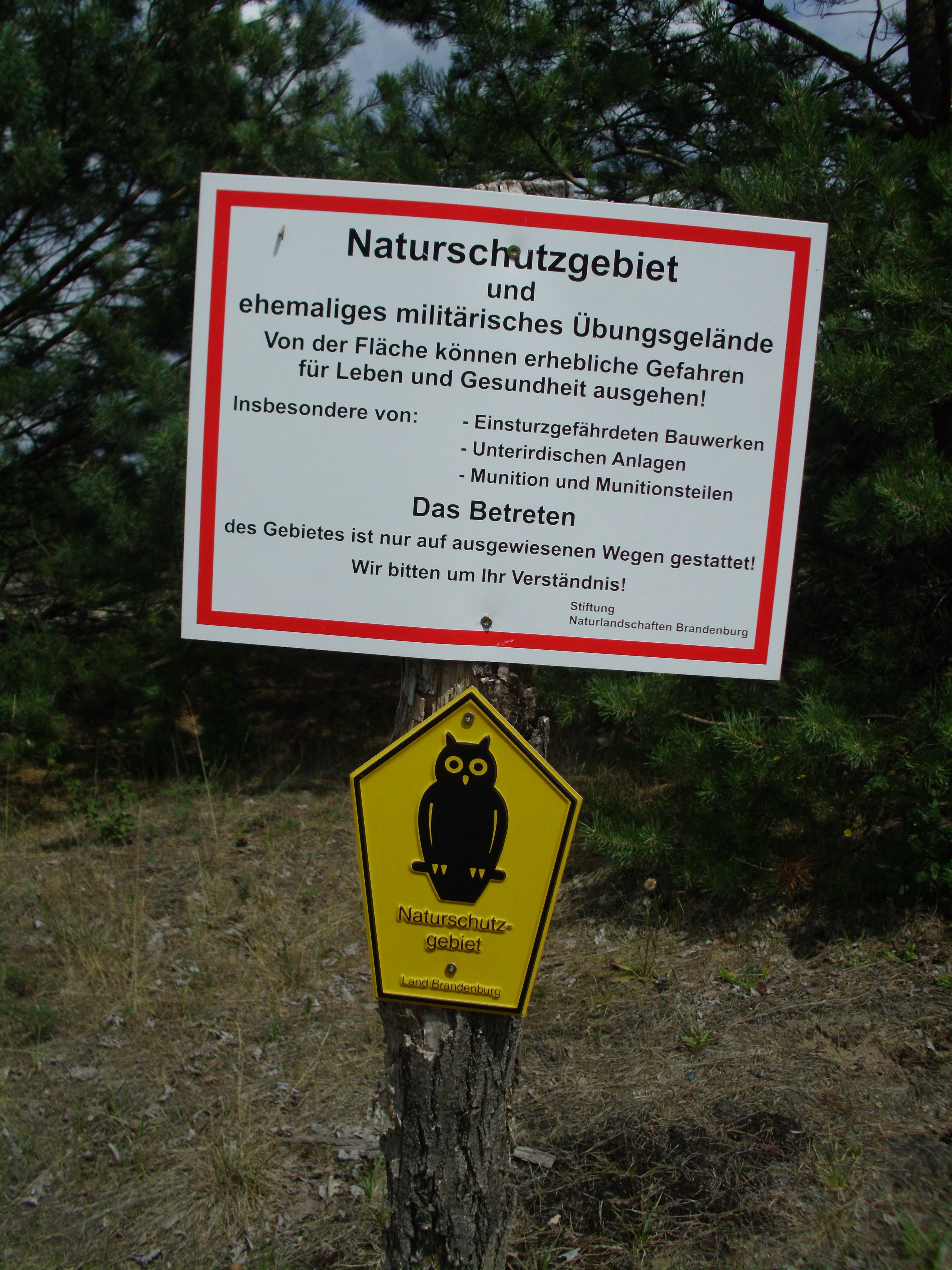
Warnschild Munitionsbelastung

Ursprünglich ein Waldgebiet, das zu Teilen seit dem 16. Jahrhundert im Besitz der Grafen von der Schulenburg und Houwald war, gehörten die Flächen südlich der heutigen Kreisgrenze dem königlich preußischen Forstfiskus. Die Übernutzung des Waldes sorgte dafür, dass im 18. Jahrhundert eine Heidelandschaft entstand.
Nach einem Waldbrand im Mai 1942, der Basis für Brandstiftungen auf den verbliebenen Flächen war, wurde nun mit der Einrichtung des Groß-Truppenübungsplatzes „Kurmark“ durch die Waffen-SS begonnen. Um Arbeitskräfte zu beschaffen, wurde das Nebenlager Lieberose des KZ Sachsenhausen eingerichtet, das in den Jahren 1945 bis 1947 als sowjetisches Speziallager Jamlitz genutzt wurde.
Die ursprünglich angedachte Nutzung des Platzes als militärisches Übungsgebiet erfolgte jedoch erst nach der Räumung des SS-Truppenübungsplatzes auf Grund der Annäherung der Roten Armee ab Mitte April 1945. Die Rote Armee übernahm den Truppenübungsplatz und begann ihn ab 1954 weiter auszubauen. Alle vorhandenen Siedlungen und die Trasse der Spreewaldbahn von Byhlen nach Lieberose wurden abgerissen.
Bereits durch die Bodenreform erfolgte die Enteignung der Besitzer und ein Übergang in staatliche Forstreviere. Zur Verwaltung wurde der Militärforstbetrieb (VEB) Lieberose gegründet. Lieberose war der einzige sowjetische Truppenübungsplatz in der DDR, auf dem die Liegenschaftsverwaltung durch einen deutschen Militärforstbetrieb erfolgte.
Bis 1992 wurde das Gelände als Schießplatz der GSSD und vor allem für Großraummanöverübungen des Warschauer Paktes genutzt, unter anderem als Übungsgelände für chemische Waffen, es gab einen Feldflugplatz, Artillerie-, Panzer-, Raketen- und Luft-Boden-Schießplatz. Nach dem Abzug der Streitkräfte 1992 entschied sich die Bundeswehr im Jahr 1994 gegen eine weitere Nutzung des Geländes und es erfolgte die Übertragung der Flächen des Truppenübungsplatzes Lieberose an das Land Brandenburg. Das Land veräußerte einige Teilflächen an private Kaufinteressenten, darunter die Stiftung Naturlandschaften Brandenburg. Der weitaus größte Teil der Flächen verblieb als Landeseigentum in Verwaltung des Landesbetriebes Forst Brandenburg.
Daraufhin erfolgte für das Gelände:
- 1995 die Festsetzung von 2840 ha als Naturschutzgebiet (NSG) „Reicherskreuzer Heide und Schwansee“. Die Gebiete „Reicherskreuzer Heide“ und „Tauersche Eichen“ sind Bestandteil des Naturparks Schlaubetal
- 1999 die Festsetzung von 6.761 ha als NSG „Lieberoser Endmoräne“
- die Fauna-Flora-Habitat (FFH)-Gebietsmeldung
- die Special Protection Area (SPA), Europäisches Vogelschutzgebiet im Natura-2000-Netzwerk–Gebietsmeldung

## Natur
In dem abgeschlossenen Gebiet entwickelte sich eine große Artenvielfalt, da weite Teile des Geländes (etwa vier Fünftel) nur selten oder gar nicht militärisch belastet wurden, während andere Flächen intensiv genutzt wurden. Untersuchungen ergaben beispielsweise über 100 Brutvogelarten, über 400 Schmetterlings-, rund 220 Hautflügler- und 55 Libellenarten. Davon sind mindestens 240 in ihrem Bestand gefährdete Tier- und Pflanzenarten der Roten Liste, wie See- und Fischadler, Wiedehopf, Brachpieper, Ziegenmelker, Raufuß- und Sperlingskauz, Wolf, Fischotter, Großes Mausohr, Eremit, Hirschkäfer, Europäischer Laubfrosch, Östliche Smaragdeidechse, Bärentraube oder verschiedene Sonnentau- und Orchideenarten.
Durch die Verwüstungen des Gebietes entstanden auf den Sandböden sogar Binnendünen und die so genannte Lieberoser Wüste, sodass das Ende der militärischen Nutzung ein sinnvolles Konzept nach sich ziehen musste, vor allem auf Grund der hohen Munitionsbelastung des Geländes.
Seit Ende 2009 ist die feste Ansiedlung eines Wolfes in der Lieberoser Heide bekannt. Ende Januar 2010 wurden Tiere mit Hilfe einer automatischen Fotofalle aufgenommen, die im Jahr 2011 für Nachwuchs sorgten. Im gesamten Gebiet finden sich Reh-, Rot-, Schwarz- und – seit Vorkommen des Wolfes zunehmend spärlicher – Muffelwild, aber auch Rotfuchs, Marderhund, Waschbär und Dachs.
Um die Flächen der Lieberoser Heide der Bevölkerung zugänglich zu machen, wurde 2003 der Förderverein Nationalpark Lieberoser Heide e. V. und 2005 die Interessengemeinschaft Freie Lieberoser Heide e. V. gegründet. Ziel dieser Vereine ist vor allem die Dekontaminierung und die teilweise Erschließung des Gebietes auf historischen Wegen, wie der ehemaligen Trassen der Cottbus-Schwielochsee-Eisenbahn, der Spreewaldbahn und der stillgelegten Bahnlinie Frankfurt (Oder) – Cottbus. Nach Ansicht von Vertretern der Forstverwaltung soll in die Fläche pflegend und lenkend durch den Menschen eingegriffen werden können, um die Heideflächen zu entwickeln und zu erhalten. In den Totalreservaten des Naturschutzgebietes „Lieberoser Endmoräne“ ist ein Eingriff in den Wildbestand nur bei Seuchen oder zur Regulation in Abstimmung mit der Unteren Naturschutzbehörde möglich. Während die Flächen der Stiftung Naturlandschaften nur noch für einen Übergangszeitraum bewirtschaftet werden, wird die Waldentwicklung im Landeswald durch eine naturnahe Bewirtschaftung hin zu strukturreicheren Beständen unterstützt. Ins Auge fällt dabei der hohe Anteil von Naturverjüngung von Nadel- und Laubbäumen unter dem Schirm der Altkiefernbestände. Die Fällung von Nadelbäumen am Rande von und in Mooren dient zusätzlich der Verbesserung des Wasserhaushaltes und als Maßnahme zur Wasserrückhaltung in Mooren und Stillgewässern.
Viele alte Entwässerungseinrichtungen an Mooren wurden in den vergangenen Jahren auf Grundlage eines hydrologischen Gutachtens rückgebaut.
Ein Waldumbauprogramm soll die Entwicklung des Gebietes sowohl für Forstwirtschaft als auch für die Zwecke der Erholung und des Naturschutzes unterstützen.

## Tourismus
Zahlreiche Wanderungen werden durch den Landesbetrieb Forst Brandenburg angeboten (Oberförstereien Lieberose, Peitz, Cottbus). Ausgangspunkte sind die durch die Forstverwaltung errichteten Wanderhütten (Hubertushütte, Rampe VI, künftig Hütte am Hirschdenkmal bei Pinnow).
Die Stiftung Naturlandschaften Brandenburg veranstaltet Wanderungen in dem Gebiet, zum Teil in sorbischer Sprache, aber auch „Wüstenwanderungen“. Gäste werden mit einem Shuttlebus vom etwa 30 Minuten entfernten Naturcampingplatz „Ludwig Leichhardt“ Zaue abgeholt und durch die 5 km² große baum- und strauchfreie Fläche der Lieberoser Heide geführt.
Im Mai 2015 wurde unmittelbar an der B168 der "Sukzessionspark Lieberoser Heide" der Stiftung Naturlandschaften Brandenburg eröffnet. Die Natur- und Wildnisentwicklung soll hier auf einer Demonstrationsfläche barrierefrei erlebbar gemacht werden. Auf einem zwei Kilometer langen Rundweg wurden zahlreiche Infotafeln aufgestellt und der Aussichtspunkt auf dem Generalshügel wurde wieder hergestellt.

## Waldbrände
In der Lieberoser Heide kam es wiederholt zu großen Waldbränden, die aufgrund der Munitionsbelastung der Flächen und der damit einhergehenden Sicherheitsgefahren für Feuerwehrleute nur schwer bekämpft werden können. 
Am 29. Mai 2017 brach auf dem Gelände des ehemaligen Schießplatzes ein Feuer aus, welches im Laufe der Nacht zum 30. Mai bis zu 250 Hektar Wald ergriff. Aufgrund der Munitionsbelastung konnte die Feuerwehr nur eingeschränkt gegen die Ausbreitung des Brandes vorgehen. Mithilfe von heftigen Regenfällen konnte der Brand am 30. Mai 2017 gelöscht werden.
Am 5. Juli 2018 kam es auf dem Gelände nach wochenlanger Trockenheit erneut zu einem Brand, der sich auf bis zu 400 Hektar ausweitete.
2019 breitete sich ein weiterer Brand auf ca. 100 ha Land aus.
Im Juli 2022 verbrannte ein Brand ca. 90 ha Wald- und Moorlandschaften, bis er nach fünf Tagen soweit gelöscht werden konnte, dass abgesehen von Glutnestern im Moor keine offenen Flammen mehr auftraten.